# Австралия на летних Олимпийских играх 1972
На летних Олимпийских играх 1972 года Австралию представляло 168 спортсменов (139 мужчин, 29 женщин). Они завоевали 8 золотых, 7 серебряных и 2 бронзовых медали, что вывело сборную на 6-е место в неофициальном командном зачёте.

## Медалисты
| Медаль  | Спортсмен                        | Вид спорта      | Дисциплина                           |
| ------- | -------------------------------- | --------------- | ------------------------------------ |
| Золото  | Брэдфорд Купер                   | Плавание        | Мужчины, 400 м вольным стилем        |
| Золото  | Шейн Гоулд                       | Плавание        | Женщины, 200 м комплексным плаванием |
| Золото  | Шейн Гоулд                       | Плавание        | Женщины, 200 м вольным стилем        |
| Золото  | Шейн Гоулд                       | Плавание        | Женщины, 400 м вольным стилем        |
| Золото  | Беверли Уйатфилд                 | Плавание        | Женщины, 200 м брассом               |
| Золото  | Гэйл Нилл                        | Плавание        | Женщины, 400 м комплексным плаванием |
| Золото  | Джон Канео Том Андерсон Джон Шоу | Парусный спорт  | Класс «Дракон»                       |
| Золото  | Дэвид Джон Форбс Джон Андерсон   | Парусный спорт  | Класс «Звёздный»                     |
| Серебро | Рэйлин Бойл                      | Лёгкая атлетика | Женщины, 100 м                       |
| Серебро | Рэйлин Бойл                      | Лёгкая атлетика | Женщины, 200 м                       |
| Серебро | Джон Николсон                    | Велоспорт       | Мужчины, спринт                      |
| Серебро | Дэнни Кларк                      | Велоспорт       | Мужчины, гит 1000 м                  |
| Серебро | Кевин Сефтон                     | Велоспорт       | Мужчины, групповая гонка             |
| Серебро | Шейн Гоулд                       | Плавание        | Женщины, 800 м вольным стилем        |
| Серебро | Грэхам Виндитт                   | Плавание        | Мужчины, 1500 м вольным стилем       |
| Бронза  | Шейн Гоулд                       | Плавание        | Женщины, 100 м вольным стилем        |
| Бронза  | Беверли Уайтфилд                 | Плавание        | Женщины, 200 м брассом               |

## Результаты соревнований

### Академическая гребля
В следующий раунд из каждого заезда проходили несколько лучших экипажей (в зависимости от дисциплины). В финал A выходили 6 сильнейших экипажей, ещё 6 экипажей, выбывших в полуфинале, распределяли места в финале B.
Мужчины
| Соревнование | Спортсмены              | Предварительный заезд | Предварительный заезд | Предварительный заезд | Отборочный заезд | Отборочный заезд | Отборочный заезд | Полуфинал             | Полуфинал             | Полуфинал             | Финал                 | Финал                 | Итоговое место        |                       |
| Соревнование | Спортсмены              | Заезд                 | Время                 | Место                 | Заезд            | Время            | Место            | Заезд                 | Время                 | Место                 | Время                 | Место                 | Итоговое место        |                       |
| ------------ | ----------------------- | --------------------- | --------------------- | --------------------- | ---------------- | ---------------- | ---------------- | --------------------- | --------------------- | --------------------- | --------------------- | --------------------- | --------------------- | --------------------- |
| двойки       | Ким Маккни Крис Стивенс | 3                     | 7:39,03               | 3                     | 1                | 7:45,03          | 3                | завершили выступление | завершили выступление | завершили выступление | завершили выступление | завершили выступление | завершили выступление | завершили выступление |